# Poitea
Poitea es un género de plantas con flores con 15 especies perteneciente a la familia Fabaceae. Comprende 16 especies descritas y de estas, solo 13 aceptadas.

## Taxonomía
El género fue descrito por Étienne Pierre Ventenat y publicado en Mémoires de la Classe des Sciences Mathématiques et Physiques de L'Institut National de France 8: 16–17. 1807 y también en Choix Pl. 36 (Nov. 1807). La especie tipo es:  Poitea galegoides

## Especies
- Poitea campanilla
- Poitea carinalis
- Poitea dubia
- Poitea florida
- Poitea galegiformis
- Poitea galegoides
- Poitea glycyphylla
- Poitea gracilis
- Poitea immarginata
- Poitea longiflora
- Poitea multiflora
- Poitea paucifolia
- Poitea plumierii
- Poitea punicea
- Poitea viciaefolia